# Coccygodes nobilis
Coccygodes nobilis är en stekelart som beskrevs av Henri Saussure 1892. Coccygodes nobilis ingår i släktet Coccygodes och familjen brokparasitsteklar. Inga underarter finns listade i Catalogue of Life.